# Observateur aérien
Pour les articles homonymes, voir Observateur.

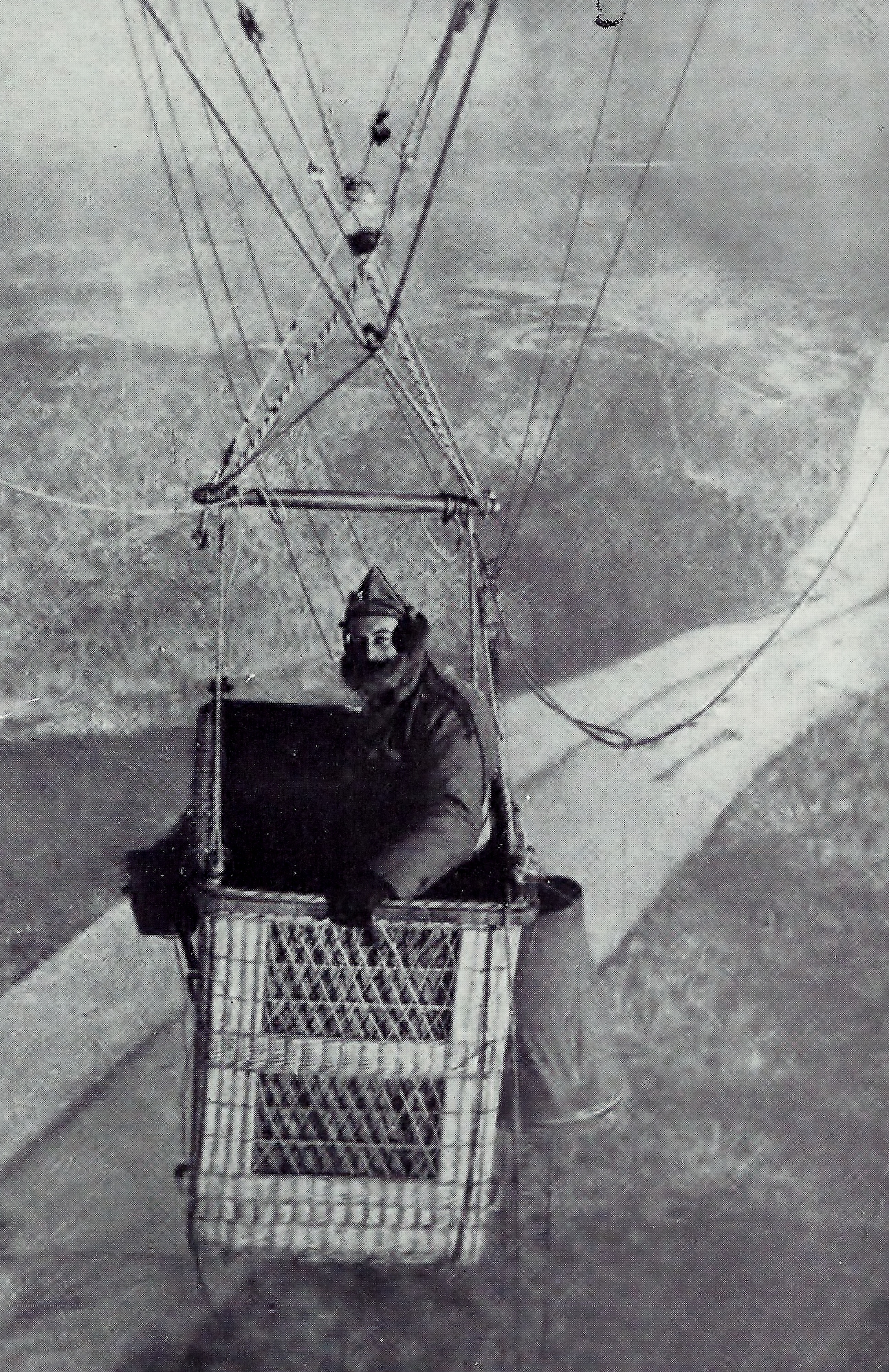
Observateur aérien en ballon captif durant la Première Guerre mondiale (1918).

Un observateur aérien est un membre d'équipage militaire dont les fonctions sont principalement la Reconnaissance aérienne. Le terme est né au cours de la Première Guerre mondiale dans le British Royal Flying Corps, a été maintenu par son successeur, la Royal Air Force.
En France la montgolfière, puis le ballon (plus légers que l'air) ont été employés par l'armée française de la fin du XVIIIe siècle jusqu'à 1918. La Première Guerre mondiale a été le dernier emploi opérationnel des ballons d'observation, familièrement surnommés « saucisses » en raison de leur forme allongée, pour être moins sensibles au vent de travers. Dès 1919 ils ont été totalement remplacés dans ce rôle par les avions de reconnaissance. Le terme d'observateur est alors conservé pour le membre d'équipage chargé de scruter le sol (ou la mer), tandis que le (ou les) pilotes se concentrent sur la conduite de la machine. 
Avec les progrès de la technique aéronautique, lors de la Seconde Guerre mondiale les avions se spécialisent de plus en plus, creusant la distinction entre :
- d'une part, l'avion de reconnaissance stratégique, à hautes performances de vitesse et de plafond opérationnel, pour éviter les intercepteurs ennemis au-dessus de leur territoire. Le rôle de l'observateur humain disparaît alors, au profit d'appareils de reconnaissance photographique ou électronique.
- et d'autre part l'avion d'observation du champ de bataille (également appelé « avion de coopération avec l'armée de terre »), à vocation tactique, dont on attend essentiellement qu'il vole bas et lentement pour repérer les véhicules voire les soldats ennemis. L'avion est concurrencé, dans ce rôle, par l'hélicoptère à partir des années 1960.